# Белькова
Белькова — деревня в Черемховском районе Иркутской области России. Входит в состав Булайского муниципального образования. Находится примерно в 19 км к югу от районного центра.

## Население
| 2002 | 2010 | 2011 | 2012 |
| ---- | ---- | ---- | ---- |
| 200  | ↘169 | ↘168 | ↘165 |